# Oude-Niedorp
Oude-Niedorp (52° 43′ N, 4° 53′ L) é uma cidade dos Países Baixos, na província de Holanda do Norte. Oude-Niedorp pertence ao município de Niedorp, e está situada a 6 km, a nordeste de Heerhugowaard.
A área de Oude-Niedorp, que também inclui as partes periféricas da cidade, bem como a zona rural circundante, tem uma população estimada em 420 habitantes.